# Straffesparkskonkurrence
Straffesparkskonkurrence er en metode, der i fodbold bliver brugt til at finde vinderen af en uafgjort kamp, hvis dette ikke er sket efter forlænget spilletid. Metoden benyttes for det meste i knockout-kampe (typisk i cupturneringer), hvor det er nødvendigt at finde en vinder.
Straffesparkskonkurrencer gennemføres ved at hvert hold skiftevis forsøger at score på et straffespark. Når hvert hold har skudt fem gange, er vinderen den, som har scoret flest mål. Hvis begge har scoret lige mange, skiftes holdene til at skyde et enkelt straffespark. Når et hold til sidst scorer, mens det ikke lykkes for det andet, vinder førstnævnte kampen.
Spillerne skal skiftes til at skyde straffesparkene, og derfor må en spiller først skyde igen, når de andre spillere på holdet har skudt.
Målmanden skal stå på målstregen inde i målet, og må først flytte sig, når spilleren har skudt til bolden.